# 邗江县
邗江县，中国旧县名，始建制于隋朝，为今天江苏省扬州市邗江区的主体。

## 历史
- 隋文帝开皇三年(583)，存州废郡。九年，改吴州为扬州，置扬州总管府，广陵县属之。开皇十八年广陵县改称邗江县，炀帝大业元年称江阳。
- 唐朝到明朝数代，地属江都县。
- 清朝雍正十年（1732年），析江都县西、北境置甘泉县，属扬州府。
- 1912年甘泉县并入江都县。
- 1940年7月，共产党在江都县东境建江都县抗日民主政府，1942年9月江都县分为江都、邗东两县，1943年4月，江、邗两县合并，称江都县；1945年12月，江都县分为江都、樊川两县，1946年4月，江、樊两县合并，仍称江都县；1948年11月，江都县再次再次分为江都、邗东两县，1949年1月，江、邗两县合并，称江都县。
- 中华人民共和国建政后，分出城区和郊区建扬州市。1956年3月江都县析出西境，建邗江县。
- 2000年末撤销邗江县，以原行政区域设立扬州市邗江区。2011年11月期间扬州市下辖的维扬区整体并入邗江区。